# باشگاه فوتبال برانتوود تاون
باشگاه فوتبال برانتوود تاون (به انگلیسی: Brentwood Town Football Club) یک باشگاه فوتبال در شهر برنتوود، اسکس، کشور انگلستان است که در سال ۱۹۵۴ میلادی تأسیس شده‌است.